# ハーフィズ・グル・バハドゥル
ハーフィズ・グル・バハドゥル（英語：Hafiz Gul Bahadur、生没年不詳）は、パキスタン・ターリバーン運動の指導者の1人。

## 経歴
アフガニスタンと国境を接する北ワジリスタンのルワラ市出身。ウトマンザイ・ワジル（Uthmanzai Wazir）部族、マッダ・ヘル（Madda Khel）氏族出身。
ムルタンのマドラサで教育を受ける。政党Jamiat Ulema-e-Islam-Fazal（JUI-F）に加入し、1980年代、ソ連軍と戦った。後にアル・カーイダその他のアラブ人集団を受け入れた。
バハドゥルは、パキスタン軍が北ワジリスタンで軍事行動を開始した2005年頃に、野戦指揮官として知られ始めた。パキスタン軍の作戦は、2003年10月から2005年2月まで続けられ、当初はアフマドザイ・ワジル部族に対して、後にマフスード部族に対して行われた。この時、バハドゥルは、野戦指揮官マウラナ・サディク・ヌール（Maulana Sadiq Noor）とマウラナ・アブドゥル・ハリク・ハッカーニ（Maulana Abdul Khaliq Haqqani）等と共に、政府軍に抵抗した。
2006年6月、北ワジリスタンのターリバーンは、政府と和平協定を締結し、他の指導者であるマウラナ・ジャラルッディーン・ハッカーニ（Maulana Jalaluddin Haqqani）とムッラー・ダドゥッラー（Mullah Dadullah）もこれに同意した。パキスタンのマスコミによれば、ムハンマド・オマルも、これに同意したという。北ワジリスタンからの外国人傭兵の撤収が和平の条件であったが、アル・カーイダ、ウズベキスタン・イスラム運動、イスラム・ジハード連合（Islamic Jihad Union）等の外国人傭兵達はこれに反対し、ヌールとハッカーニを含む他の野戦指揮官が彼らを支持した。
2006年9月の和平協定締結直前、中央アジア出身の戦闘員達は、バハドゥルの命令の遂行を拒否した。紛争解決のため、会議（ジルガ）が召集され、和平以外に活路はないことを戦闘員達に理解させた。
協定署名後、バハドゥルは、北ワジリスタンのターリバーンの長となった。アフマドザイ・ワジル部族とマフスード部族に分かれる南ワジリスタンのターリバーンと異なり、北ワジリスタンのターリバーンは統一されており、ウトマンザイ・ワジル（Uthmanzai Wazir）とダウル（Daur）部族等、他の部族は、バハドゥルの指導権を受け入れている。
2007年7月、和平は両者により破棄され、バハドゥルは、政府軍に対するゲリラ戦の開始を命令した。数ヵ月後、新たな和平が締結された。政府との交渉中、連邦直轄部族地域と北西辺境州のターリバーンからバイトゥッラー・マフスード率いるパキスタン・ターリバーン運動が結成され、バハドゥルはその副指導者となった。バハドゥルは、アフガニスタンでの行動に集中するようにとのオマルの要請に従い、テロ活動から距離を置いた。
2008年1月、パキスタン軍は、マフスードに対する攻撃を再開し、マフスードは、政府軍を攻撃するために北ワジリスタンの地を利用することに決めたが、和平交渉中であったバハドゥルはこれを拒否した。同年2月、和平が成立した。
同時期、マフスードは、地域における影響力を拡大させ、野戦指揮官間の対立の解消に努めた。この結果、2008年6月、アフマド・ワジル部族とアフマンザイ・ワジル部族から成る地域ターリバーン運動（Muqami Tehrik-e-Taliban、別名ワジル同盟）が成立し、バハドゥルはその指導者となった。2009年、パキスタン国内のターリバーンを統合する統合ムジャーヒディーン評議会が出現した。